# Monier Monier-Williams

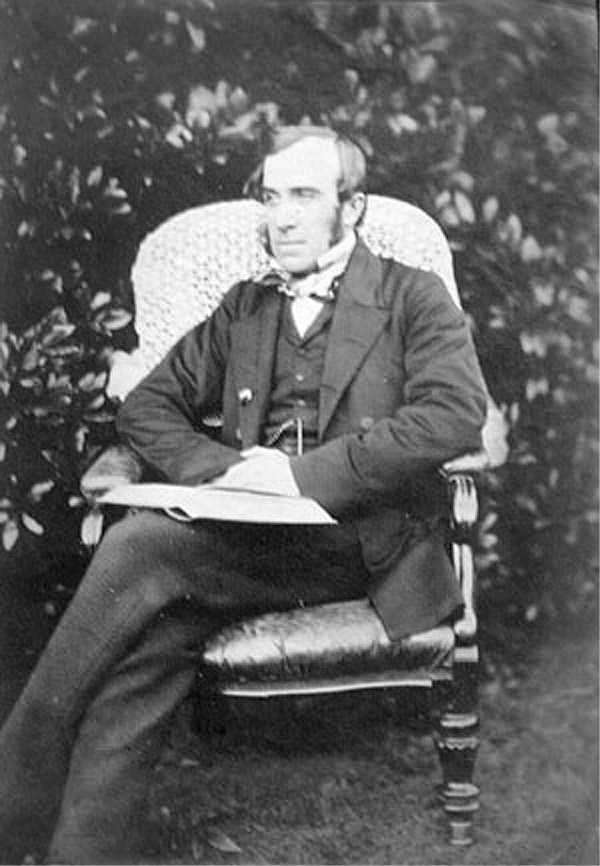
Monier Monier-Williams, um 1860

Sir Monier Monier-Williams, eigentlich Monier Williams (* 12. November 1819 in Bombay; † 11. April 1899 in Cannes) war ein englischer Indologe, Sanskritwissenschaftler und Orientalist. Erst 1887 fügte Monier Williams als Folge seiner Nobilitierung seinem Nachnamen den mit Bindestrich versehenen Vornamen hinzu.

## Jugend
Monier Williams wurde als dritter von vier Söhnen des englischen Vermessungsingenieurs und Offiziers Monier Williams in Bombay geboren. 1822 wurde er zur weiteren Erziehung nach England geschickt und besuchte in Chelsea und London die Schule. 1837 immatrikulierte er sich als Student in Oxford, wechselte aber 1839 aufgrund eines Angebots als Angestellter (writer) bei der Britischen Ostindien-Kompanie in deren Zivildienst, nachdem er die erforderlichen Prüfungen im East India House und die Vorbereitungslehrgänge im East India College der Gesellschaft in Haileybury mit Erfolg absolviert hatte. Auf die Nachricht vom Tod seines jüngsten Bruders, der im Sindh im Dienst der Ostindischen Gesellschaft gefallen war, und auf die Bitten seiner inzwischen verwitweten Mutter hin gab er die Absicht auf, nach Indien zu gehen und kehrte 1841 nach Oxford zurück.

## Studium und akademische Laufbahn
Unter dem Indologen Horace Hayman Wilson nahm Monier Williams in Oxford das Studium des altindischen Sanskrit, der Sprache der Veden und der klassischen indischen Literatur, auf und gewann 1843 die Boden Sholarship, ein Stipendium zur Förderung der Sanskritstudien. Gleichzeitig wurde er Lehrer für Sanskrit, Persisch und Hindustani (Hindi) am Haileybury College, bis das Institut in der Folge des Indischen Aufstands 1858 aufgelöst wurde.
1848 heiratete Monier-Williams Julia Faithfull, Pfarrerstochter aus Hatfield; aus der Ehe gingen sechs Söhne und eine Tochter hervor.
Nach einem Zwischenspiel am College in Cheltenham wurde er 1860 gegen die Konkurrenz von Friedrich Max Müller als Nachfolger des Indologen und Mediziners Horace Hayman Wilson (1786–1860) zum Sanskritprofessor am Boden-College berufen; Müller galt zwar als der wissenschaftlich versiertere Bewerber, doch weil nicht nur die Professoren, sondern auch die Postgraduierten ihre Stimme abgeben durften und die Satzung der Boden-Stiftung ausdrücklich religiöses Engagement voraussetzte, konnte Monier-Williams das Bewerbungsverfahren für sich entscheiden. Monier-Williams besaß zudem aufgrund seiner Herkunft und praktischen Studien eine Kenntnis Indiens, die Müller zeitlebens fehlten.
Monier-Williams verfolgte seit 1875 die Gründung einer Institution an der Universität, die Indien und England „näher miteinander bekannt machen“ sollten (better acquainted with each other). Dazu bereiste er im gleichen Jahr sowie 1876 und nochmals 1883 den indischen Subkontinent, wo er bei den einheimischen Fürsten erfolgreich um finanzielle Unterstützung bat. Die eingesammelten £ 34.000 ermöglichten 1896 die offizielle Eröffnung des Indian Institute, das mit Museum, Bibliothek und Arbeitsräumen sowohl den praktischen Bedürfnissen der Ausbildung von Angestellten des Indian Civil Service als auch wissenschaftlichen Zwecken diente.
Monier-Williams’ Arbeiten waren stets praktisch ausgerichtet und sollten vor allem das britische Verständnis für östliche Religionen und die Bereitschaft zur Mission fördern. Die Veden fanden daher weniger sein Interesse als die klassische Sanskritliteratur, die er durch zahlreiche Ausgaben und Übersetzungen förderte. Seiner Ansicht nach stellte das System des Advaita Vedanta, wie es der mittelalterliche Philosoph und Heilige Shankara (788–820) vertrat, das vedische Ideal am besten dar und war der „highest way to salvation“ im Hinduismus. Die volkstümlicheren Traditionen von Karma (skt. „Taten, Werke“) und Bhakti (skt. „Liebe“) waren für ihn von geringerem spirituellem Wert. Dennoch bezeichnete er den Hinduglauben als ein „gewaltiges Vieleck oder einen unregelmäßigen vielseitigen Körper“ („huge polygon or irregular multilateral figure“), der durch die Sanskritliteratur zusammengehalten wurde.
Seine Beschäftigung mit der Sanskrit-Grammatik und -Lexik fand in Grammatiken und Wörterbüchern ihren Niederschlag. Vor allem sein Sanskrit-English Dictionary (Erstauflage 1872, zweite maßgeblich erweiterte und verbesserte Auflage durch Ernst Leumann und Carl Cappeller 1899) ist bis heute ein unverzichtbares Standardwerk, führte wegen der offensichtlichen Anleihen beim Petersburger Wörterbuch seiner Kollegen Otto Böhtlingk und Rudolf von Roth aber seinerzeit zu einem unerfreulichen Plagiatsstreit, in den auch Max Müller verwickelt war. Monier-Williams Wörterbuch brachte jedoch durch die Weglassung der Belegstellen und Wiedergabe der Lemmata (Stichwörter) in lateinischer Umschrift statt in der Originalschrift des Sanskrit, des Devanagari, handfeste Vorteile für den praktischen Einsatz in der Indologie.
Auf Monier-Williams’ Buch Hinduism (1877) geht die heutige Verwendung des Fremdbegriffs „Hinduismus“ als Bezeichnung für den Hinduglauben zurück; die Eigenbezeichnung lautet auf Sanskrit bzw. Hindi (sanatana) dharma, auf Deutsch etwa „(ewige) Religion“.
Monier-Williams wurde 1886 als Knight Bachelor („Sir“) in den britischen Adel erhoben und 1887 als Knight Commander in den Order of the Indian Empire (KCIE) aufgenommen.
Die letzten Lebensjahre verbrachte Monier-Williams seit 1887 aus Gesundheitsgründen, vorwiegend im Winter, in Südfrankreich; die Pflichten aus seiner Boden-Professur wurden seit 1888 von einem Stellvertreter wahrgenommen. Erst wenige Tage vor seinem Tod im April 1899 in Cannes schloss er die Arbeiten an der Neuauflage seines Sanskrit-Wörterbuchs ab, der Druck erfolgte bereits wenige Wochen nach seinem Tode.
Monier-Williams fand seine letzte Ruhestätte auf dem Friedhof von Chessington, Surrey.

## Werke (Auswahl, nur Erstausgaben)

### Textausgaben, Übersetzungen
- Kālidāsa Vikramorvasi (1849)
- Kālidāsa Sakuntala (1853)
- Book of Good Counsels (eine Sammlung von Sanskritaussprüchen)
- Nalopakhyanam (Teil des Ramayana)
- Indian Wisdom (1875)

### Grammatiken, Wörterbücher
- An Elementary Grammar of the Sanskrit Language (1846)
- A Dictionary English and Sanskrit (1851)
- Sanskrit Manual (1862)
- Sanskrit-English Dictionary (1872)
- A Practical Grammar of the Sanskrit Language (1857)

### Sonstiges
- Original papers illustrating the history of the application of the Roman alphabet to the languages of India (1859)
- Hinduism (1877)
- Modern India and the Indians (1878)
- Brahmanism and Hinduism (1883)
- Buddhism, in its connexion with Brahmanism and Hinduism, and in its contrast with Christianity (1889)